# Vəli Xuluflu

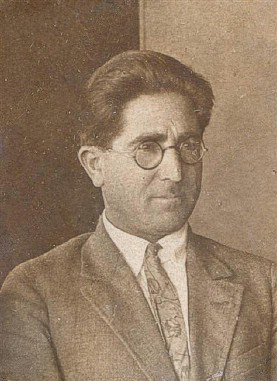
Vəli Xuluflu

Vəli Məmmədhüseyn oğlu Xuluflu (eingedeutscht Wäli Chuluflu; * 26. Mai 1894 im Dorf Xuluf, nahe Şəmkir, Ujezd Elisawetpol, Gouvernement Elisawetpol, Russisches Kaiserreich; † 13. Oktober 1937 in Baku, Aserbaidschanische SSR, UdSSR) war ein aserbaidschanisch-sowjetischer Schriftsteller, Literaturwissenschaftler, Orientalist, Philologe und Publizist. Er fiel dem Großen Terror in Aserbaidschan zum Opfer.

## Leben
Xuluflu erhielt seine religiöse Grundschulbildung in den Jahren 1905–1907 in einer Mullah-Schule. Im Jahr 1912 absolvierte er eine Madrasa an der Schah-Abbas-Moschee in Gəncə. Dort schloss er fünf Jahre später das Lehrerinstitut ab und begann seine Tätigkeit als Lehrer.
In den Jahren 1921–1922 war Xuluflu als Sekretär des Kreisparteikomitees in Gəncə tätig. Anschließend wurde er im Rahmen einer parteiinternen „Säuberungsaktion“ aus der Kommunistischen Partei Aserbaidschans ausgeschlossen. Daraufhin zog er nach Baku und nahm dort ein Studium an der Fakultät für Orientalistik der Staatlichen Universität Baku auf. Von 1922 bis 1927 war er als Fachreferent im Komitee für die Einführung des neuen türkisch-aserbaidschanischen Alphabets tätig. Im Jahr 1927 wurde er erneut in die KP aufgenommen.

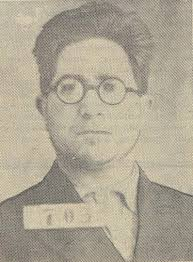
Xuluflu nach der Verhaftung 1937

Zwischen 1927 und 1929 arbeitete Xuluflu mit der Zeitung Bakinski Rabotschi zusammen. Mit Beginn der 1930er Jahre war er als wissenschaftlicher Sekretär am Aserbaidschanischen Staatlichen Forschungsinstitut tätig, wo er bis 1932 die Position des Institutsleiters für Sprache, Literatur und Kunst bekleidete. Xuluflu leistete einen besonderen Beitrag zum Sammeln und Veröffentlichen von Beispielen der mündlichen Volksüberlieferungen. Nach der Abschaffung des Forschungsinstituts 1933 wurde er zum Leiter der Zentralen Archivverwaltung der Aserbaidschanischen SSR. Parallel dazu war er bis 1936 leitender Fachspezialist der aserbaidschanischen Zweigstelle der Akademie der Wissenschaften der UdSSR, danach bis zu seiner Verhaftung stellvertretender Direktor des Instituts für Geschichte.
Xuluflu wurde im Januar 1937 unter dem Verdacht konterrevolutionärer Aktivitäten festgenommen und im Oktober desselben Jahres erschossen. Durch den Beschluss des ZK der KP  Aserbaidschans vom 7. Juli 1937 „Über die Beschlagnahme von konterrevolutionärer, pantürkischer und nationalistisch orientierter Literatur“ wurde Xuluflu in die Liste von Autoren aufgenommen, deren Werke vollständig als antisowjetisch eingestuft und verboten wurden. Im November 1956 wurde er posthum rehabilitiert.

## Sonstiges
Xuluflu gilt als Pionier der aserbaidschanischen Folkloristik. Im Jahr 1927 veröffentlichte er das Buch „Volks-Aschugi“ und erstmals das Epos „Köroğlu“.